# Ischnocnema
Genre
Synonymes
- Leiyla Keferstein, 1868
- Basanitia Miranda-Ribeiro, 1923
- Phrynanodus Ahl, 1933

Ischnocnema est un genre d'amphibiens de la famille des Brachycephalidae.

## Répartition
Les 33 espèces de ce genre se rencontrent au Brésil et en Argentine.

## Liste des espèces
Selon Amphibian Species of the World (19 novembre 2016) :
- Ischnocnema abdita Canedo & Pimenta, 2010
- Ischnocnema bolbodactyla (Lutz, 1925)
- Ischnocnema concolor Targino, Costa & Carvalho-e-Silva, 2009
- Ischnocnema epipeda (Heyer, 1984)
- Ischnocnema erythromera (Heyer, 1984)
- Ischnocnema gehrti (Miranda-Ribeiro, 1926)
- Ischnocnema gualteri (Lutz, 1974)
- Ischnocnema guentheri (Steindachner, 1864)
- Ischnocnema henselii (Peters, 1870)
- Ischnocnema hoehnei (Lutz, 1958)
- Ischnocnema holti (Cochran, 1948)
- Ischnocnema izecksohni (Caramaschi & Kisteumacher, 1989)
- Ischnocnema juipoca (Sazima & Cardoso, 1978)
- Ischnocnema karst Canedo, Targino, Leite & Haddad, 2012
- Ischnocnema lactea (Miranda-Ribeiro, 1923)
- Ischnocnema manezinho (Garcia, 1996)
- Ischnocnema melanopygia Targino, Costa & Carvalho-e-Silva, 2009
- Ischnocnema nanahallux Brusquetti, Thome, Canedo, Condez & Haddad, 2013
- Ischnocnema nasuta (Lutz, 1925)
- Ischnocnema nigriventris (Lutz, 1925)
- Ischnocnema octavioi (Bokermann, 1965)
- Ischnocnema oea (Heyer, 1984)
- Ischnocnema paranaensis (Langone & Segalla, 1996)
- Ischnocnema parva (Girard, 1853)
- Ischnocnema penaxavantinho Giaretta, Toffoli & Oliveira, 2007
- Ischnocnema pusilla (Bokermann, 1967)
- Ischnocnema randorum (Heyer, 1985)
- Ischnocnema sambaqui (Castanho & Haddad, 2000)
- Ischnocnema spanios (Heyer, 1985)
- Ischnocnema surda Canedo, Pimenta, Leite & Caramaschi, 2010
- Ischnocnema venancioi (Lutz, 1958)
- Ischnocnema verrucosa Reinhardt & Lütken, 1862
- Ischnocnema vizottoi Martins & Haddad, 2010

## Étymologie
Le nom de ce genre vient du grec ischnos, fin, faible, de kneme, le mollet de la jambe, en référence à l'aspect des espèces de ce genre.

## Publication originale
- Reinhardt & Lütken, 1862 "1861" : Bidrag til Kundskab om Brasiliens Padder og Krybdyr. Förste Afdeling Paddern og Oglerne. Videnskabelige meddelelser fra den Naturhistoriske forening i Kjöbenhavn, vol. 1861, no 10/15, p. 143-242 (texte intégral).